# Gutamålsgillet
Gutamålsgillet (også: Gutamålsgilde) er en forening på øen Gotland, hvis formål er at bevare og udbrede det gutniske sprog (gutamål). Foreningen afholder arrangementer og udgiver bøger på gutamål. Foreningens medlemmer har også i flere år medvirket i Sveriges Radio P4 Gotlands radioprogram om gutamål. De har også udgivet læremidler for gutnisk-undervisning på øens skoler.
Gutamålsgillet blev stiftet i 1945 og har nu omtrent 600 medlemmer.